# Master en informatique
Le master en informatique est un diplôme de l’enseignement supérieur français avec une spécialisation en informatique. 